# Watch Dogs
Watch Dogs, spesso stilizzato come WATCH_DOGS, è un videogioco action-adventure del 2014, sviluppato da Ubisoft Bucharest e pubblicato da Ubisoft per Microsoft Windows, PlayStation 3, PlayStation 4, Xbox 360, Xbox One e Wii U.
Il gioco, inizialmente chiamato ''Nexus'', è stato messo in progettazione sin dal 2009 ma è stato presentato per la prima volta solo 3 anni dopo durante la conferenza di Ubisoft all'E3 2012. Inizialmente doveva uscire nell'ottobre del 2013, ma successivamente è stato rinviato al maggio del 2014 su Microsoft Windows, PlayStation 3, PlayStation 4, Xbox 360, Xbox One e Wii U.

## Tematiche
(Le Tagline del gioco)
La privacy e il controllo delle informazioni sono la base su cui poggia la trama di Watch Dogs. Nel gioco, i sistemi di automazione statunitensi non si limitano alle telecamere e alla raccolta dati, ma osservano e tracciano ogni singola persona munita di cellulare, webcam o altri dispositivi collegati alla rete di casa, un po' come raccontato nel romanzo 1984 di George Orwell. Le informazioni valgono quindi più della vita stessa e creano un circolo vizioso di violenza in cui l'obiettivo dei personaggi è il possesso di dati sensibili.

## Trama
Nel 2012, Chicago diventa la prima città al mondo a implementare il ctOS (Central Operating System), una rete informatica che collega ogni dispositivo in un unico sistema, sviluppata dalla società tecnologica Blume. Durante un colpo informatico all'hotel di lusso Merlaut, l'hacker Aiden Pearce e il suo mentore e partner Damien Brenks fanno scattare un allarme silenzioso predisposto da un altro hacker. Nel tentativo di rintracciarlo, Damien espone sé stesso e Aiden al rischio di essere scoperti. Temendo ripercussioni sulla sua famiglia, Aiden li mette al sicuro con la scusa di un viaggio a sorpresa in campagna. Tuttavia, durante il tragitto, il sicario Maurice Vega tende loro un’imboscata, provocando un incidente d’auto che causa la morte della nipote di sei anni di Aiden, Lena.
Un anno dopo, Aiden rintraccia Vega in uno stadio di baseball, ma non riesce a scoprire l'identità del suo mandante. Lasciando Vega nelle mani del suo partner, il faccendiere Jordi Chin, Aiden va a trovare sua sorella Nicole e suo nipote Jackson per il compleanno di quest'ultimo, ma scopre che qualcuno li sta molestando. Con l'aiuto di Clara Lille, un membro del gruppo hacker DedSec che sta cercando di smascherare la corruzione della Blume, Aiden rintraccia il molestatore, che si rivela essere Damien, il quale voleva attirare l'attenzione di Aiden in modo che lo aiutasse a trovare l'altro hacker del lavoro al Merlaut. Aiden rifiuta ma, mentre è impegnato a trattare con un testimone dello stadio, viene a sapere che Damien ha rapito Nicole per costringerlo a collaborare. Dopo aver allestito un nuovo nascondiglio nel Bunker - una ex base Blume non rilevabile con accesso al ctOS - Aiden rintraccia l'hacker con l'aiuto di Clara: il capo della banda dei Black Viceroys e veterano dell'esercito Delford 'Iraq' Wade. Per raggiungere i server di Iraq, Aiden si infiltra in un'asta di esseri umani a cui egli sta partecipando per copiare la sua chiave di accesso e ricatta suo cugino Tyrone "Bedbug" Hayes per essere il suo uomo all'interno. Bedbug riesce a ottenere solo un campione di dati che rivela che Iraq ha informazioni su quasi tutti i cittadini di Chicago, proteggendo la sua banda dalle autorità tramite ricatto.
Quando Aiden e Clara si imbattono in dati criptati al di là delle loro capacità, rintracciano il leggendario hacker ed ex informatore della Blume Raymond "T-Bone" Kenney, che ha causato il blackout del Nord-Est del 2003 mentre cercava di esporre i pericoli del ctOS, che aveva contribuito a creare. Mentre Aiden si infiltra nel quartier generale della Blume per cancellare l'identità di Kenney dal ctOS, permettendogli di tornare a Chicago, Damien pubblica la posizione di Kenney in cambio del pieno accesso al ctOS, costringendo Aiden a salvarlo prima che venga ucciso dalle forze di sicurezza private della Blume. In seguito, Aiden assalta il complesso di Iraq per finire di scaricare i dati del suo server, uccidendo Iraq quando lo affronta.
Aiden, Kenney e Clara non sono in grado di decifrare i dati perché un altro hacker, JB "Defalt" Markowicz, si infiltra nel loro sistema, li ruba e li cancella dai loro server. Defalt rivela anche che Clara è stata assunta per rintracciare Aiden dopo il lavoro al Merlaut, quindi è indirettamente responsabile per la morte di Lena, il che porta Aiden a licenziarla con rabbia. Nel frattempo, infastidito dalla mancanza di progressi di Aiden, Damien rivela la sua identità alle autorità. Dopo aver recuperato i dati da Defalt, Kenney aiuta Aiden a rintracciare Nicole, permettendogli di salvarla e portare lei e Jackson fuori da Chicago per la loro sicurezza.
Mentre Kenney finisce di decifrare i dati, egli informa Aiden di chi ha ordinato l'omicidio: Il boss della mafia irlandese e proprietario del Merlaut, Dermot "Lucky" Quinn. Aiden affronta Quinn, che rivela di aver ordinato il colpo perché credeva che Aiden stesse cercando un video segreto in cui il sindaco Donovan Rushmore uccide la sua segretaria dopo che lei viene a sapere dei suoi affari con Quinn, che quest'ultimo aveva usato per ricattare Rushmore. Dopo aver ucciso Quinn hackerando il suo pacemaker, Aiden viene informato da Damien che Quinn ha mandato dei sicari a cercare Clara perché è un peso. Incapace di salvarla, Aiden rende pubblico tutto il materiale ricattatorio, facendo infuriare Damien, che inizia a creare scompiglio a Chicago usando il ctOS. Aiden spegne il sistema usando un virus creato da Kenney e rintraccia Damien in un faro. Qui arriva anche Jordi, che è stato assunto per uccidere entrambi gli uomini, ma Aiden lo ferisce e uccide Damien. Più tardi, Jordi chiama Aiden un'ultima volta per dirgli dove è tenuto Vega; Aiden si dirige lì, e ne decide il destino.

### Bad Blood
Nel 2014, un anno dopo gli eventi del gioco originale, Raymond Kenney decide di lasciare Chicago dopo aver compiuto il suo ultimo colpo: cancellare tutti i suoi dati dai server della Blume e lasciare una falsa pista per impedire loro di seguirlo.Tuttavia, dopo aver salvato il suo ex collega e amico Tobias Frewer da alcuni fixer che lo avevano rapito, decide di rimanere a Chicago per scoprire chi ha mandato i mercenari sulle loro tracce.Indagando, i due scoprono che i fixer sono stati assoldati da Defalt, che sta collaborando con la Blume per vendicarsi di Kenney.
Quest’ultimo riesce a rintracciarlo, ma, nel luogo che avrebbe dovuto essere il suo covo, trova invece dei manichini con le fattezze delle vittime causate da Kenney durante il blackout del 2003. Una di queste indossa una maschera simile a quella dell'hacker: Kenney capisce così che il fratello di Defalt è tra le vittime dell'incidente, ed è per questo che l'hacker vuole vendicarsi (una rivelazione che devasta Kenney emotivamente, poiché non intendeva causare vittime nel blackout e da allora vive con il rimorso).
Dopo aver respinto altri fixer inviati da Defalt, Kenney e Frewer si infiltrano nel suo nascondiglio, ma vengono separati. Kenney si ritrova intrappolato in una stanza di fronte a Defalt e ai parenti delle vittime del blackout. Nonostante i suoi tentativi di convincerli del contrario, la maggioranza vota per condannarlo a morte, e Defalt riempie la stanza di gas. Ormai sul punto di asfissiare, Kenney riesce a hackerare il sistema di ventilazione della struttura tramite il telefono di Frewer, reindirizzando il flusso verso la stanza di Defalt, che apparentemente ne resta vittima.
In seguito agli eventi, i due decidono di stabilirsi temporaneamente a Chicago per combattere la Blume, sperando di riuscire a convincere anche Aiden Pearce a unirsi a loro.
Tuttavia, in Watch Dogs: Legion ambientato circa 15 anni dopo compaiono diversi riferimenti a Defalt che suggeriscono possa essere sopravvissuto, o che qualcun altro abbia raccolto la sua eredità.

## Personaggi
- Aiden Pearce: Originario di Belfast, lascia l'Irlanda del Nord assieme alla madre e alla sorella da giovane per scappare dal padre, un criminale. Una volta in America anche Aiden come il padre prende una cattiva strada, entrando nelle gang di strada e imparando a combattere. Matura, però, quando incontra Damien Brenks, un hacker esperto che si offre di istruirlo nella violazione informatica. Col tempo i due diventano colleghi eseguendo colpi in cui Damien dà supporto tecnico ad Aiden da remoto mentre lui fa il "lavoro sporco" sul campo. Il novello hacker s'impegna anche per affinare la sua mente leggendo molti libri sulla psicologia e le tecniche di manipolazione, al punto di diventare un manipolatore esperto. Dopo il fallimento di un colpo all'hotel Merlaut, Pearce viene attaccato da dei sicari che lo fanno sbandare mentre si dirige a Pawnee con i suoi due nipotini Jacks e Lena (fra cui Maurice Vega), il cui obiettivo era di spaventarlo... ma con la morte della piccola Lena a conclusione. Al seguito di quest'evento Aiden s'impegna per trovare il colpevole dell'agguato, facendosi aiutare dal fixer Jordi Chin. Nel corso delle sue indagini, sentendosi in colpa per la morte di Lena, inizia a "ripulire" le strade di Chicago dal crimine sfruttando le sue conoscenze sul combattimento e le sue abilità di hacker, venendo soprannominato dai media "Il Giustiziere" o "La Volpe".
- Clara Lille: Abilissima hacker, fa parte del DedSec. Aiden la conosce come BadBoy17, a cui si rivolge per farsi aiutare nelle indagini. I due si conosceranno realmente quando Clara decide di incontrare Aiden per dargli gli exploit del ctOS richiesti dall'uomo. È lei che parla ad Aiden del "Bunker" la base testing del ctOS ed è sempre lei ad aiutarlo ad intrufolarsi ne quartiere Rossi-Freemont. Si scopre, però, che Clara è stata assunta dal Chicago South Club per rintracciare Aiden e Damien. Morirà nel cimitero di Chicago sotto i colpi dei fixer mandati dal Club ad eliminarla. È doppiata da Elisabetta Spinelli.
- Jordi Chin: Un "fixer" cioè un mercenario esperto, molto bravo nel suo lavoro. Jordi è il fixer che Aiden assume per farsi aiutare nelle indagini sulla morte della nipote. È lui infatti a trovare Maurice Vega, il colpevole. Ha un modo di fare molto originale, cerca sempre di far sembrare i suoi colpi incidenti o scontri a sé stanti, in modo "artistico". Durante la missione al faro si scoprirà che non lavora più per Aiden, avendo accettato il contratto su quest'ultimo, nonostante sembrava essersi affezionato al cliente.
- T-Bone Grady (alias Raymond Kenney): Raymond Kenney è un hacker esperto che viene assunto dalla Blume per il progetto "Città ideale". Dopo aver collaborato con Tobias Frewer e Rose Washington alla creazione del ctOS, capisce la potenziale pericolosità della sua creazione e decide di dare un segnale alla popolazione. Così grazie ad una falla, causa un black out che spegne la parte nord-est del continente americano, causando involontariamente undici vittime e centinaia di feriti. Dopo essere stato licenziato dalla Blume e dieci anni di fughe dai fixer si rifugerà a Pawnee, dove Aiden lo troverà e lo aiuterà a cancellarsi dai sistemi dei suoi vecchi datori di lavoro. È il protagonista del DLC Bad Blood, in cui vengono raccontante le vicissitudini che portano Ray a reincontrare Tobias e a scontrarsi con Defalt. Il look e il carattere di questo personaggio sono palesemente ispirati ad Al Jourgensen dei Ministry.
- Delford "Iraq" Wade: Veterano della seconda guerra del Golfo Persico (o guerra d'Iraq) e capobanda dei Black Viceroys, Iraq ha conquistato il suo rango attraverso le abilità acquistate durante la militanza nell'esercito americano. Anche se dall'esterno la sua banda sembra una comune gang di quartiere, in realtà è molto di più. Questo perché, anche se i Viceroys hanno armi e droghe, l'arma più potente sono le informazioni, e Iraq lo sa. Grazie al server che nasconde nel Rossi-Freemont ha in pugno chiunque, dai politici alla polizia. Era lui l'altro hacker al Merlaut e stava cercando il video criptato per cui Aiden e Damien sono stati colpiti per usarlo per poter ricattare il boss del Chicago South Club Lucky Quinn. Morirà sotto i colpi di Aiden, nel tentativo di vendicare la sua "famiglia". È doppiato da Francesco Mei.
- Dermot "Lucky" Quinn: Quando il Chicago South Club era un'organizzazione nascente nella mala di Chicago, un giovane Dermot Quinn iniziava la sua carriera criminale. Durante un colpo la squadra di Quinn subì un agguato, morirono tutti, tranne Dermot, che da quel giorno fu soprannominato "Lucky". Scaltro e determinato, Lucky Quinn è un filantropo ben in vista nella Chicago del XXI secolo, ma al contempo è anche lo spietato leader dell'organizzazione criminale del Chicago South Club, che controlla ormai tutta Chicago. Grazie alla sua intelligenza è riuscito a portare il Club ad un livello superiore, non puntando sulla violenza, ma sul ricatto. Infatti, grazie ai segreti che è riuscito a racimolare negli anni ha in pugno i più alti ranghi politici, persino il sindaco. Il video grazie al quale può ricattare il sindaco è lo stesso che cercava Iraq e che Aiden e Damien hanno trovato nel Merlaut. Morirà nel Merlaut a causa di Aiden, che, hackerando il suo pacemaker, gli provoca un infarto.
- Damien Brenks: Antagonista principale del gioco, è il mentore di un giovane ed inesperto Aiden: lo istruisce sull'hacking e sulla violazione dei sistemi informatici. Dopo il fallimento al Merlaut, dei fixer lo aggrediscono e storpiano nel tentativo di spaventarlo, ma suscitando invece la sua curiosità. È proprio per colpa di questa curiosità che, vistosi rifiutato da Aiden, arriverà a rapire la sorella del suo ex collega per garantirsi il suo aiuto. Dopo aver stretto un accordo con Charlotte Gardner e aver conquistato l'accesso totale al ctOS, tenterà di fermare Aiden, ma verrà ucciso da quest'ultimo sul terrazzino del faro di Chicago.
- Nicole "Nicky" Pearce: È la sorella di Aiden, madre di Jacks e Lena.
- Jackson "Jacks" Pearce: È il figlio di Nicky e il nipote di Aiden. Soffre di mutismo selettivo causato da una sindrome da stress post-traumatico dopo la tragica morte della sorellina Lena.
- Elena Violet "Lena" Pearce: È la figlia di Nicky e la nipote di Aiden. Muore a causa di Maurice Vega, nel tentativo di spaventare Aiden.
- Maurice Vega: L'uomo che ha sparato all'auto di Aiden provocando l'incidente e la morte di Lena. Col proseguire della storia si verrà a sapere che il mandante dell'attacco di Maurice è Iraq, ma su commissione di Lucky Quinn... e che Vega era stato costretto a compiere quell'atto per non vedersi uccidere la fidanzata, nonostante fosse da tempo fuori dal giro. Una volta finito il gioco è possibile scegliere se ucciderlo e vendicarsi oppure risparmiarlo. La vita di Maurice è quindi l'unica vera scelta che si possa fare nella storia del gioco.
- Defalt (alias JB Markowicz) : Dj di professione, sfrutta le sue competenze informatiche, diventando così un temibile hacker. In Bad Blood si scoprirà che vuole eliminare T-Bone (Raymond Kenney) perché suo fratello è morto nel black out provocato nel 2003 dall'ex ingegnere Blume. Questo personaggio è palesemente ispirato a Deadmau5 a causa del suo simbolo: un topo. Al termine del DLC, viene ucciso da T-Bone che hackera i condotti d'aerazione, riempiendo la stanza in cui si trovava di gas asfissiante. Il suo doppiatore non è riconoscibile, perché le poche volte che parla, la sua voce è modificata dalla maschera elettronica che indossa.
- Charlotte Gardner: CEO della Blume. È l'ideatrice del progetto "Città ideale" e principale rappresentante del ctOS. Ha stretto un accordo con Damien Brenks per sapere la posizione di Raymond Kenney, a cui dà la caccia da dieci anni.
- Tobias Frewer: Ex ingegnere della Blume, lavorava insieme a Ray Kenney e Rose Washington al progetto ctOS. Venne assunto insieme a suoi vecchi amici nella divisione "Blume Forge" dove lavorava anche Rose. Dopo il licenziamento si allontana dai colleghi e si rintana a "Merdopoli" come la chiamano lui e Ray, (una baraccopoli sotto un'autostrada nella parte sud-ovest del Downtown Loop) dove vive come un barbone fino a quando non incontra Aiden, a cui dà il telecomando del ponte per accedere al "Bunker" e la piena disponibilità per la costruzione di vari exploit. In Bad Blood viene attaccato da dei fixer e viene liberato da T-Bone, rincontrandolo dopo ben dieci anni. Il suo aiuto è vitale nel corso della storia, soprattutto nell'ultimo scontro con Defalt.
- Rose Washington: Ex ingegnere della Blume, collaborava al progetto ctOS con Tobias e Raymond. Dopo il licenziamento continuerà le indagini sulla Blume. Finirà per innamorarsi e sposare il sindaco di Chicago Donovan Rushmore. Il video in possesso di Lucky, voluto da Iraq e trovato per caso da Aiden e Damien ritrae l'omicidio della povera Rose ad opera del marito Donovan.
- Donovan Rushmore: Sindaco corrotto di Chicago, e un burattino nelle mani del Club. Lucky lo ricatta attraverso il filmato che lo ritrae mentre uccide la moglie Rose.
- Tyrone "Bedbug" Hayes: Il cugino di Iraq. Ha fatto strada grazie al cugino e ha anche creato una sua banda. Viene ricattato da Aiden, che ha bisogno di qualcuno all'interno del Rossi-Freemont. Viene però scoperto da Iraq e quasi ucciso, ma riesce a salvarsi e in seguito a lasciare la città.
- Nial Quinn: Figlio di Dermot, prenderà il posto di quest'ultimo a capo del Chicago South Club dopo la sua dipartita alla fine del gioco principale.
- Malcom Deodato: Ex impiegato Blume. Ci racconterà la sua avventura all'interno dell'azienda grazie a degli audiodiari. Faceva parte del team Blume incaricato di monitorare il sindaco Rushmore e di fargli cambiare idea, in caso di "bisogno". Si renderà conto dei suoi errori solo dopo aver capito che la Blume ha accordi con il Chicago South Club, ma affermerà rassegnato di non poter fuggire dal ctOS.
- Angela Balik: Ex impiegata della Blume, assunta nella stessa postazione di Raymond Kenney. Dopo aver recuperato i vecchi file di Ray e capito le sue motivazioni, abbraccia anche lei la causa, continuando le indagini di Kenney. Viene incaricata del progetto "Bellwether", il codice di predizione comportamentale del ctOS, dei cui progressi deciderà di riferire al DedSec.
- G1ggl3s: Membro del DedSec e volenteroso di fare strada nella banda. Lascia in giro per la città dei codici QR contenenti degli audiodiari in cui racconta le sue indagini sui "Dave", il direttivo del DedSec, e la sua collaborazione con un'impiegata della Blume, Angela Balik. Viene fermato da Aiden con un virus, proprio su commissione del Dave.

## Doppiaggio
| Personaggio             | Doppiatore                | Doppiatore          |
| ----------------------- | ------------------------- | ------------------- |
| Aiden Pearce            | Noam Jenkins              | Lorenzo Scattorin   |
| Clara Lille             | Isabelle Blais            | Elisabetta Spinelli |
| Jordi Chin              | Aaron Douglas             | Gianluca Iacono     |
| Raymond "T-Bone" Kenney | John Tench                | Marco Pagani        |
| Damien Brenks           | Daniel Kash               | Claudio Moneta      |
| Dermot "Lucky" Quinn    | Myron Natwick             | Bruno Slaviero      |
| Delford "Iraq" Wade     | Jerod Haynes              | Francesco Mei       |
| Nicole "Nicky" Pearce   | Anna Hopkins              | Greta Bortolotti    |
| Jackson "Jacks" Pearce  | Nicholas Bode             | Simone Lupinacci    |
| Maurice Vega            | Christopher Jacot         | Alessandro Zurla    |
| JB "Defalt" Markowicz   | Adrian Burhop             |                     |
| Charlotte Gardner       | Holly O'Brien             | Alessandra Prandi   |
| Tobias Frewer           | Billy MacLellan           | Daniele Demma       |
| Rose Washington         | Mylène Dinh-Robic         |                     |
| Donovan Rushmore        | Michel Perron             | Domenico Brioschi   |
| Tyrone "Bedbug" Hayes   | Randall Charles Wilkerson | Alessandro Germano  |
| Malcolm Deodato         |                           | Andrea Bolognini    |

## ctOS
Il ctOS (acronimo che sta per central Operating System) è il sistema che controlla la sorveglianza, i servizi di emergenza, le comunicazioni, i semafori, ecc. Inoltre include il PD's Crime Prediction System, con il quale il giocatore potrà prevedere e evitare possibili crimini: una funzione che crea piccole missioni a sé stanti, che possono attivarsi in qualsiasi momento e in cui il giocatore è libero di intervenire come meglio crede. Sarà possibile beneficiare del Profiler, che può mostrare informazioni sui cittadini, forse la cosa più importante nel gioco. Queste funzioni però non potranno essere disponibili già dall'inizio, ma per essere sbloccate si dovranno hackerare delle antenne di trasmissione in ciascun distretto di Chicago. In questo modo si avrà completa visibilità e il massimo potenziale di intervento in ogni zona (in maniera molto simile a sistemi già visti per Far Cry 3 e Assassin's Creed).
Il ctOS è presente anche in Assassin's Creed IV: Black Flag sotto forma di easter egg, lo si può trovare hackerando uno dei computer presenti al 2º piano dell'Abstergo.

## Fazioni

### Blume Technologies Group
La Blume Techn. Group, o semplicemente Blume, è un'azienda americana nel campo della tecnologia. Sempre all'avanguardia nell'innovazione, conta tra i suoi dipendenti i migliori tecnici del mondo, capaci di creare oggetti sempre più avanzati e futuristici per i clienti dell'azienda. L'ultima grande impresa della Blume, molto sostenuta dal CEO Charlotte Gardner, è il ctOS (Central Operating System, Sistema Operativo Centrale), un software centralizzato che controlla, in modo efficiente, tutto ciò a cui è connesso, ovvero la maggior parte delle infrastrutture urbane della città di Chicago, prima città in America ad usufruire di tale tecnologia.

### DedSec
Il Dedsec è una banda di hacker che si è insediata a Chicago. Infatti Aiden Pearce non è l'unico hacker nella città, ma questa banda non protegge Aiden, bensì cerca di ucciderlo considerandolo un pericolo. Clara Lille, spalla di Aiden, fa parte del DedSec. Alla fine del gioco, prima di installare il virus di T-Bone, il DedSec chiede ad Aiden di aspettare 30 secondi per permettere al DedSec di ottenere il controllo del ctOS. Tuttavia, Aiden accetta, ritenendo di essere "stanco del rumore". Il DedSec risponde quindi con "Non lo dimenticheremo" per poi chiudere il collegamento.

### Chicago South Club
Il Chicago South Club è l'organizzazione criminale che fa capo a Lucky Quinn. Nato nel 1951 quando Henry "Mick" O'Brien e altri uomini d'affari unirono le loro risorse, oggi controlla tutta Chicago, anche se alla fondazione non era l'unica organizzazione di Chicago. In Bad Blood, ambientato un anno dopo le vicende di Watch_Dogs, si viene a sapere che dopo la morte di Lucky, il South Club farà capo al figlio di Quinn, Nial.

### Black Viceroys
I Black Viceroys sono un gruppo di criminali del quartiere Wards che fanno capo a Iraq. Alla fondazione erano un gruppo benefico, creato da Lloyd Pinkerton negli anni '60 per raccogliere fondi per le scuole e per miglioramento generale del quartiere con mense dei poveri e dibattiti democratici. La favola finì quando Lloyd venne ucciso nel 1966 per motivi razziali e da allora i Black Viceroys divennero la banda che conosciamo oggi.

### Milizia di Pawnee
La milizia di Pawnee è un gruppo armato formato da uomini unicamente di Pawnee. Creato per difendere la cittadina di provincia. In seguito verranno assoldati dalla Blume per proteggere la sede principale e i vari centri ctOS sparsi per Chicago. In Bad Blood si scopre che erano capeggiati da un certo Ugo, fino a quando questo non viene eliminato da Nial Quinn. La milizia di Pawnee diventerà quindi una parte del Club.

## Sviluppo
Ubisoft Montréal ha iniziato il lavoro di Watch Dogs nel 2010. Il primo trailer è stato pubblicato il 4 giugno 2012 all'E3 2012, mentre il secondo ed ultimo trailer è stato pubblicato il 10 giugno 2013 all'E3 2013.
Il direttore creativo Jonathan Morin ha detto che Watch Dogs è stato progettato per "andare oltre i limiti dei giochi open world di oggi", con riferimento sia per l'uso delle informazioni come punto di trama, sia permettendo ai giocatori di controllare l'intera città attraverso meccanismi di hacking. Il presidente di Ubisoft Nord America, Laurent Detoc, ha rivelato che il gioco è nato dallo sviluppo di un motore grafico di un nuovo capitolo della serie Driver e che dalle idee che ne sono uscite fuori hanno deciso di creare l'attuale Watch Dogs.

### E32012
Il gioco è stato ufficialmente presentato durante la conferenza stampa di Ubisoft all'E3 2012. Anche se una copia del trailer è stata accidentalmente inviata in anticipo da parte di Ubisoft sul proprio canale YouTube, è stata rapidamente rimossa poco prima del suo debutto ufficiale. Ubisoft ha dato conferma che il gioco sarà pubblicato come multipiattaforma per PlayStation 4, Microsoft Windows, PlayStation 3, Xbox 360 e Xbox One ed eventualmente altre piattaforme.
La demo della versione PC di Watch Dogs all'E3 2012 ha avuto una ricezione positiva da parte della critica dopo la conferenza stampa, premiando il gioco per la sua qualità grafica e il suo gameplay unico. Il gioco ha inoltre ricevuto numerosi riconoscimenti all'E3, tra cui un Best of Show Award da GamingExcellence. In realtà i produttori del gioco hanno specificato in seguito che la demo è stata girata su un computer con grafica "next gen", cosa che ha fatto sorgere molti dubbi sulla grafica del gioco su console.
Quando il gioco venne pubblicato, oltre a non rispettare molte delle promesse fatte all'E3 del 2012 (tra cui sistemi di hacking, meccaniche di gioco ecc...), era chiaramente visibile un ''downgrade grafico'': quest'ultimo fece suscitare molte polemiche, facendolo poi definire come uno dei giochi con uno dei più grandi downgrade grafici della storia.

### PlayStation Meeting 2013
Al PlayStation Meeting di febbraio 2013, Ubisoft confermò che Watch Dogs sarebbe arrivato anche su PlayStation 4. Yves Guillemot ha presentato all'evento una demo in tempo reale del gioco registrata su un computer con caratteristiche next-gen, promettendo un'esperienza ancora più profonda, ricca e interconnessa sulla console di Sony.
Watch Dogs utilizza un motore grafico totalmente nuovo chiamato Disrupt, sviluppato specificamente per il gioco. Ubisoft confermò che il team di sviluppo si stava concentrando sulla realizzazione del gioco per le console di ottava generazione, in quanto possiedono una architettura praticamente identica ad un PC, e basterà eseguire un porting. Lo sviluppo del gioco sarebbe comunque progredito anche sulle console della generazione corrente, e probabilmente all'E3 2013 sarebbero state presentate entrambe le versioni del gioco.
Watch Dogs permette ai giocatori di entrare nel mondo di Aiden Pearce, un antieroe, la cui abilità di penetrare ed hackerare qualsiasi sistema connesso al CtOS è la sua arma più potente. Che si tratti di scatenare un incidente tra auto, manipolando le luci dei semafori o entrare nel circuito delle telecamere di sicurezza della città per accedere alle informazioni personali di chiunque, Pearce è in grado di manipolare e controllare quasi ogni elemento del mondo che lo circonda.

## Accoglienza
Il gioco è stato accolto da recensioni miste dalle riviste videoludiche online. IGN vota 8.4/10 e mette in evidenza la grande varietà di missioni, il gameplay fondato sull'hacking, ma certifica un problema fondamentale negli inseguimenti in auto, a causa di un sistema di guida grossolano. Il verdetto, per IGN, è quello di un'esperienza "memorabile" in grado di aprire ad un nuovo genere free roaming. In Italia Spaziogames ha accolto a sua volta il gioco lodando le novità offerte dal gameplay, dal multiplayer e dalla "solidità tecnica" del titolo. I contro principali sono una "narrativa scontata" e il sistema di moralità, giudicato "insulso"..
L'accoglienza dell'utenza finale è risultata anch'essa di considerazioni miste. Molti utenti hanno gradito il gameplay innovativo su cui si basa l'intero gioco ed altri ne hanno addirittura lodato la trama, sebbene molte riviste specializzate abbiano segnalato quest'ultima come uno dei problemi principali del gioco. Secondo molti, Watch Dogs ha deluso le aspettative sotto diversi punti di vista, in particolare la grafica e l'ottimizzazione della versione PC (il cui motore grafico è stato curato con il supporto di Nvidia).. Molti utenti, inoltre, si sono lamentati dei diversi bug, del sistema di guida e della facilità del titolo, soprattutto per coloro che avessero già giocato a giochi stealth.
Non mancano video registrati dagli utenti su confronti tra il prodotto finale e quello presentato nei trailer del 2012 e del 2013.
Il gioco ha ottenuto solo nella prima settimana dall'uscita, una tiratura di ben 4 milioni di copie vendute.

## Film
A inizio 2024 è stato reso ufficiale che un film su Watch Dogs è in sviluppo, prodotto da New Regency Pictures e co-prodotto da Ubisoft Film & Television. Non è ancora prevista una data di uscita.